# Abbaye Notre-Dame de Wisques
L'abbaye Notre-Dame est une abbaye bénédictine féminine située à Wisques dans le Pas-de-Calais et le diocèse d'Arras, à 7 kilomètres de Saint-Omer et près de l'abbaye Saint-Paul de Wisques de la branche masculine de Solesmes, dont elle est le pendant féminin.

## Historique et architecture
L'abbaye est fondée en 1889 par l'abbaye Sainte-Cécile de Solesmes qui envoie un groupe de moniales dans l'esprit de Dom Prosper Guéranger. Les religieuses sont expulsées aux Pays-Bas à l'époque des lois anticléricales du début du XXe siècle. Cette grande abbaye de style néo-gothique (construite par Paul Vilain) abrite, en 2022, dix-huit religieuses cloîtrées dont la trame de leurs journées est formée par la prière, le travail, la vie fraternelle, le silence et la lectio divina. L'abbaye est accessible pour des séjours de retraite spirituelle.
Elle est dirigée par Mère Marie-Élisabeth, abbesse de 2013 à 2018, puis par Mère Anne-Laetitia, abbesse depuis septembre 2018.